# Tipula (Microtipula) laticostata
Tipula (Microtipula) laticostata is een tweevleugelige uit de familie langpootmuggen (Tipulidae). De soort komt voor in het Neotropisch gebied.